# Кладбище Лю-Кавей
Кладбище Лю-Кавей (кит. 外國坟山, англ. Liu-Kavey Cemetery или англ. Lokawei Foreign Cemetery — от шанхайского произношения названия района Луцзявань) — уничтоженный некрополь, располагавшийся в Шанхае (476 Rue Chapsal), в Китае.

## История
Кладбище было основано в 1901 году во французской концессии за городской чертой Шанхая.
С 1920-х годов некрополь стал местом массового захоронения русских военнослужащих Белой армии, оказавшихся в Шанхае. Здесь, в частности, в 1937 году был похоронен генерал М. К. Дитерихс В центральной части кладбища находилась «Общая усыпальница» для малоимущих и безродных.
В 1930-х годах смотрителем кладбища был контр-адмирал М. И. Федорович.
В марте 1951 года захоронения на кладбище прекратились. В 1959 году по сообщениям газет, началось перезахоронения на кладбище Цзиань (吉安公 幕) в Цинпу, а в годы культурной революции полностью уничтожено. В настоящее время на месте некрополя расположен многоэтажный троллейбусно-автобусный парк и жилой массив.